# Schwedische Badminton-Mannschaftsmeisterschaft 2002/03
Titelträger der Schwedischen Badminton-Mannschaftsmeisterschaft 2002/2003 im Badminton und damit schwedischer Mannschaftsmeister wurde der Klub Fyrisfjädern, der sich in den Play-offs durchsetzen konnte. Die Liga trug in dieser Saison den Namen Elitserien. Sie war in eine Nord- und eine Südgruppe unterteilt. Aus den Gruppen wurden nach der Vorrunde die Superelitserie und die Elitserie gebildet, welche die Setzpositionen für die Playoffs und die Absteiger ausspielten.

## Vorrunde
- Bergsåkers BMK – IFK Umeå: 0-9
- Fyrisfjädern – Spårvägens BMF: 9-0
- Skogås BK – Täby BMF: 3-6
- BMK Aura – Göteborgs BK: 2-7
- Askim BC – BMK Wätterstad: 5-4
- Vårvinden BMK – Västra Frölunda BMK: 3-6
- BMK Wätterstad – BMK Aura: 0-9
- Spårvägens BMF – Bergsåkers BMK: 7-2
- Täby BMF – Fyrisfjädern: 4-5
- IFK Umeå – Skogås BK: 9-0
- Västra Frölunda BMK – Askim BC: 6-3
- Göteborgs BK – Vårvinden BMK: 8-1
- Bergsåkers BMK – Täby BMF: 1-8
- Fyrisfjädern – Skogås BK: 8-1
- IFK Umeå – Spårvägens BMF: 9-0
- Askim BC – Vårvinden BMK: 8-1
- BMK Aura – Västra Frölunda BMK: 7-2
- Göteborgs BK – BMK Wätterstad: 9-0
- IFK Umeå – Fyrisfjädern: 3-6
- Spårvägens BMF – Täby BMF: 1-8
- Skogås BK – Bergsåkers BMK: 8-1
- Göteborgs BK – Askim BC: 6-3
- BMK Wätterstad – Västra Frölunda BMK: 4-5
- Vårvinden BMK – BMK Aura: 1-8
- Bergsåkers BMK – Fyrisfjädern: 0-9
- Spårvägens BMF – Skogås BK: 3-6
- Täby BMF – IFK Umeå: 5-4
- BMK Aura – Askim BC: 7-2
- Västra Frölunda BMK – Göteborgs BK: 4-5
- BMK Wätterstad – Vårvinden BMK: 7-2

## Zwischenrunde

### Superelitserien
- IFK Umeå – Täby BMF: 5-4
- Fyrisfjädern – Göteborgs BK: 7-2
- Västra Frölunda BMK – BMK Aura: 5-4
- Fyrisfjädern – IFK Umeå: 5-4
- Täby BMF – Västra Frölunda BMK: 6-3
- Göteborgs BK – BMK Aura: 7-2
- BMK Aura – Fyrisfjädern: 1-8
- IFK Umeå – Västra Frölunda BMK: 8-1
- Täby BMF – Göteborgs BK: 6-3
- BMK Aura – IFK Umeå: 4-5
- Västra Frölunda BMK – Göteborgs BK: 5-4
- Fyrisfjädern – Täby BMF: 7-2
- Göteborgs BK – IFK Umeå: 4-5
- Västra Frölunda BMK – Fyrisfjädern: 1-8
- Täby BMF – BMK Aura: 7-2

### Elitserien
- Skogås BK – Spårvägens BMF: 8-1
- Vårvinden BMK – BMK Wätterstad: 3-6
- Bergsåkers BMK – Spårvägens BMF: 7-2
- BMK Wätterstad – Askim BC: 4-5
- Vårvinden BMK – Skogås BK: 2-7
- BMK Wätterstad – Bergsåkers BMK: 5-4
- Askim BC – Bergsåkers BMK: 8-1
- Vårvinden BMK – Askim BC: 1-8
- Bergsåkers BMK – Skogås BK: 2-7
- Spårvägens BMF – BMK Wätterstad: 6-3
- Spårvägens BMF – Vårvinden BMK: 8-1
- Skogås BK – Askim BC: 7-2
- Askim BC – Spårvägens BMF: 6-3
- Bergsåkers BMK – Vårvinden BMK: 7-2
- Skogås BK – BMK Wätterstad: 7-2

## Play-offs

### Viertelfinale
- Göteborgs BK – Askim BC: 7-2
- Täby BMF – BMK Aura: 5-1

### Halbfinale
- Fyrisfjädern – Göteborgs BK: 7-2, 6-0
- IFK Umeå – Täby BMF: 5-4, 5-4

### Finale
- Fyrisfjädern – IFK Umeå: 5-4, 5-3